# Undisputed – Sieg ohne Ruhm
Undisputed – Sieg ohne Ruhm ist ein US-amerikanischer Actionfilm aus dem Jahre 2002. Regie führte Walter Hill, die Hauptrolle übernahmen Wesley Snipes und Ving Rhames.

## Handlung
George „Iceman“ Chambers ist amtierender und ungeschlagener Schwergewichtsweltmeister im Boxen, doch dann wird er verhaftet und ins Gefängnis gesperrt. Der Prozess wegen Vergewaltigung beruhte nur auf Indizien. Dort erwartet ihn schon Mendy Ripstein, der mächtigste Insasse des Gefängnisses. Er veranlasst den Kampf zwischen dem Iceman und dem ebenfalls ungeschlagenen Schwergewichts-Champion der Gefängnisliga, Monroe Hutchens, weil er dabei einen Gewinn durch eine Wette erzielen will. Ripstein verhandelt mit beiden Parteien und Chambers soll eher entlassen werden und Hutchens soll 40 % des Wettgewinns für seine Schwester erhalten. Da Iceman sich bei den Insassen nicht beliebt macht, stehen alle hinter ihrem Champion.
Letztendlich kommt es dann zum Showdown zwischen den beiden. Es wird nach leicht veränderten Londoner-Preiskampfregeln gekämpft.
Zunächst kann der Iceman den Kampf beherrschen und es sieht nach einem schnellen Ende zu Ungunsten Hutchens aus, doch dieser kann sich zurückkämpfen und schlägt Chambers K.O. Nach dem Kampf erhält Hutchens seinen geforderten Geldbetrag und Chambers wird eher aus der Haft entlassen. Nach seiner Entlassung wird „Iceman“ wieder Weltmeister im Schwergewicht und bestreitet, dass es in dem Gefängnis einen Kampf gegeben hätte.

## Hintergrund
- Der Film wurde in Deutschland direkt auf DVD veröffentlicht.
- Das Budget des Filmes lag bei 20 Millionen US-Dollar (etwa 19 Millionen Euro), weltweit spielte er 15.220.548 US-Dollar (etwa 14,5 Millionen Euro) an den Kinokassen wieder ein.[2]

## Kritik
Lexikon des internationalen Films: „Action-Altmeister Walter Hill meldet sich zurück und bietet solide Unterhaltung mit einigen ermüdenden Phasen und zu vielen Nebensträngen; trotz dieser Mängel ein Lichtblick im Videoangebot.“

## Fortsetzungen
2006 folgte mit Undisputed 2 eine Fortsetzung, die direkt für den Video- bzw. DVD-Markt inszeniert wurde. Die Hauptrollen übernahmen Michael Jai White und Scott Adkins. Im Jahr 2010 wurde mit Undisputed III: Redemption ein dritter Teil produziert, 2017 folgte Undisputed IV – Boyka Is Back.